# Sober (chanson de Tool)
Pour les articles homonymes, voir Sober.
Singles de Tool
Hush
(1993) Prison Sex
(1994)
Sober est une chanson du groupe de métal progressif américain Tool. Il s'agit du premier single de leur premier album studio Undertow. La chanson a atteint la treizième place sur le Billboard Mainstream Rock Tracks chart en décembre 1993.

## Écriture
La chanson a été enregistrée par Maynard James Keenan et son groupe pour la première fois en 1991 sur la demo intitulée 72826.

## Clip vidéo
Une vidéo pour Sober a été faite en 1993. La video a fait ses débuts en mai de cette même année et a été dirigé par Fred Stuhr. Il a été filmé en utilisant l'animation stop-motion , avec les modèles des personnages conçus par Adam Jones. Il s'agissait de la première des vidéos de Tool à être faite en stop motion, la première vidéo promotionnelle pour Hush étant en direct. Alors que les quatre membres de la bande ont pu être vus à tout moment pendant le clip précédent, Sober ne montre que de brefs flashs d'eux, vêtus et jouant.

## Liste des pistes
| 1. | Sober (album version) |  |

| 1. | Sober (album version) | 5:06 |
| 2. | Bottom (live)         | 6:24 |
| 3. | Intolerance (live)    | 4:43 |

| 1. | Sober (album version)       | 5:06 |
| 2. | Prison Sex (album version)  | 4:55 |
| 3. | Intolerance (album version) | 4:34 |

| 1. | Sober (album version)                                                             | 5:06 |
| 2. | Undertow (live à Lollapalooza '93 - 8/6/93)                                       | 5:42 |
| 3. | Sober (live à Lollapalooza '93 - 8/6/93)                                          | 5:10 |
| 4. | Opiate (live à Lollapalooza '93 - 8/6/93)                                         | 6:17 |
| 5. | Flood (live à Lollapalooza '93 - 8/6/93)                                          | 3:40 |
| 6. | Prison Sex (live à Lollapalooza '93 - 8/6/93)                                     | 4:50 |
| 7. | Jerk-Off (live à Lollapalooza '93 - 8/6/93)                                       | 4:18 |
| 8. | Prison Sex (live à Lowland Paradise Festival, Dronten, The Netherlands - 8/29/93) | 5:01 |
| 9. | Bottom (live à Lowland Paradise Festival, Dronten, The Netherlands - 8/29/93)     | 6:24 |

## Anecdote
Le guitariste du groupe Adam Jones a déclaré dans une interview que la chanson est sur un ami du groupe dont l'expression artistique sort quand il est sous l'influence. « A lot of people give him shit for that », Jones explains. « If you become addicted and a junkie, well, that's your fault. » Qui peut se traduire par : « Beaucoup de gens lui donnent de la merde pour ça », explique Jones. « Si vous devenez accro et un drogué, eh bien, c'est de votre faute. »

## Membres du groupe lors de l'enregistrement de la chanson
- Maynard James Keenan - chant
- Adam Jones - guitare
- Paul D'Amour - basse
- Danny Carey - batterie